# 张定璠
张定璠（1891年—1945年1月25日），字伯璇，江西南昌人，中华民国陆军中将，新桂系人物。
张定璠幼时先后就读于江西陆军测绘学校、武昌陆军预备学校、保定军官学校工兵科。毕业后进入江西第四军任连长，1918年升任军参谋。1919年，在粤军第一路军司令黄大伟麾下任参谋。1922年，担任参谋长兼第七团团长，后任广西第一师师长。1925年，担任黄埔军官学校办公厅主任。北伐期间，任总司令部参谋处长。攻克南昌后，担任过江西省政府委员、政治会议委员、江西省警察厅厅长、南昌市市长等职。1927年任东路前敌总指挥部参谋长，其后又担任淞沪卫戍司令部参谋长并兼第十三军军长。同年9月至1929年期间，任上海特别市市长。 抗日战争期间，担任国民政府军事委员会第一部副部长。1939年5月被授予陆军中将军衔。1944年因病赴美就医，1945年在途经卡萨布兰卡时病逝。